# Pontilhado

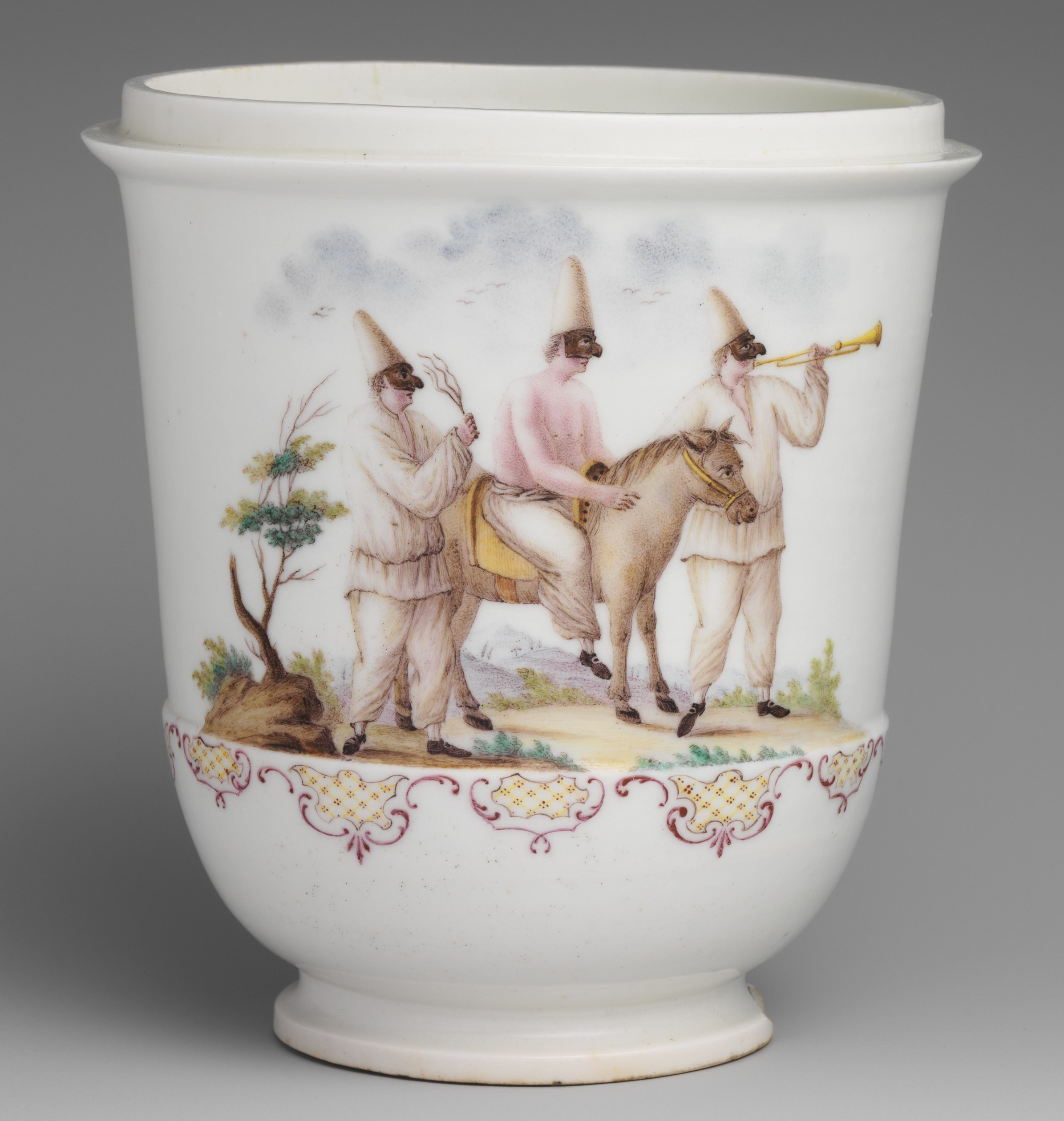
Jarra de porcelana de Capodimonte pintada no estilo pontilhado de Giovanni Caselli com três figuras de Pulcinella da commedia dell'arte, 1745–1750

complexo gráfico de uma concha com sombreamento pontilhado modelado no Mathematica 13.1

Pontilhado é a criação de um padrão que simula vários graus de solidez ou sombreamento usando pequenos pontos. Esse padrão pode ocorrer na natureza e esses efeitos são frequentemente imitados por artistas.

## Arte

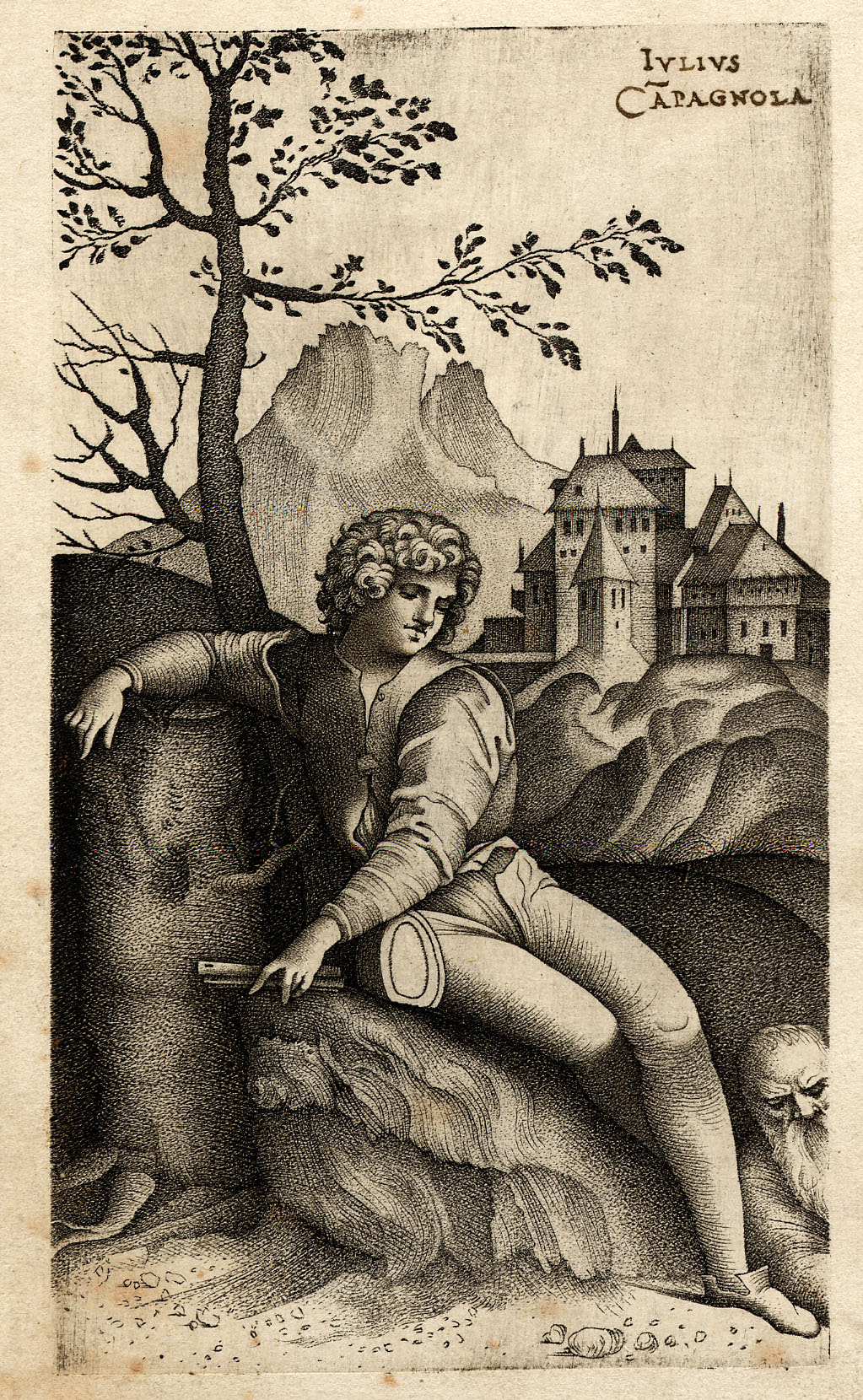
O Jovem Pastor, gravura em técnica de pontilhado de Giulio Campagnola, por volta de 1510

Na gravura, a gravura pontilhada é uma técnica que utiliza movimentos do buril para construir a imagem em linhas curtas ou pontos, geralmente combinada com a gravura linear convencional. No vidro gravado, uma técnica de pontilhado semelhante tem sido popular.
Em um desenho ou pintura, os pontos são feitos de pigmento de uma única cor, aplicado com uma caneta ou pincel; quanto mais densos os pontos, mais escuro o tom aparente — ou mais claro, se o pigmento for mais claro que a superfície. Isto é semelhante a — mas distinto de — pontilhismo, que usa pontos de cores diferentes para simular cores misturadas.

## Botânica

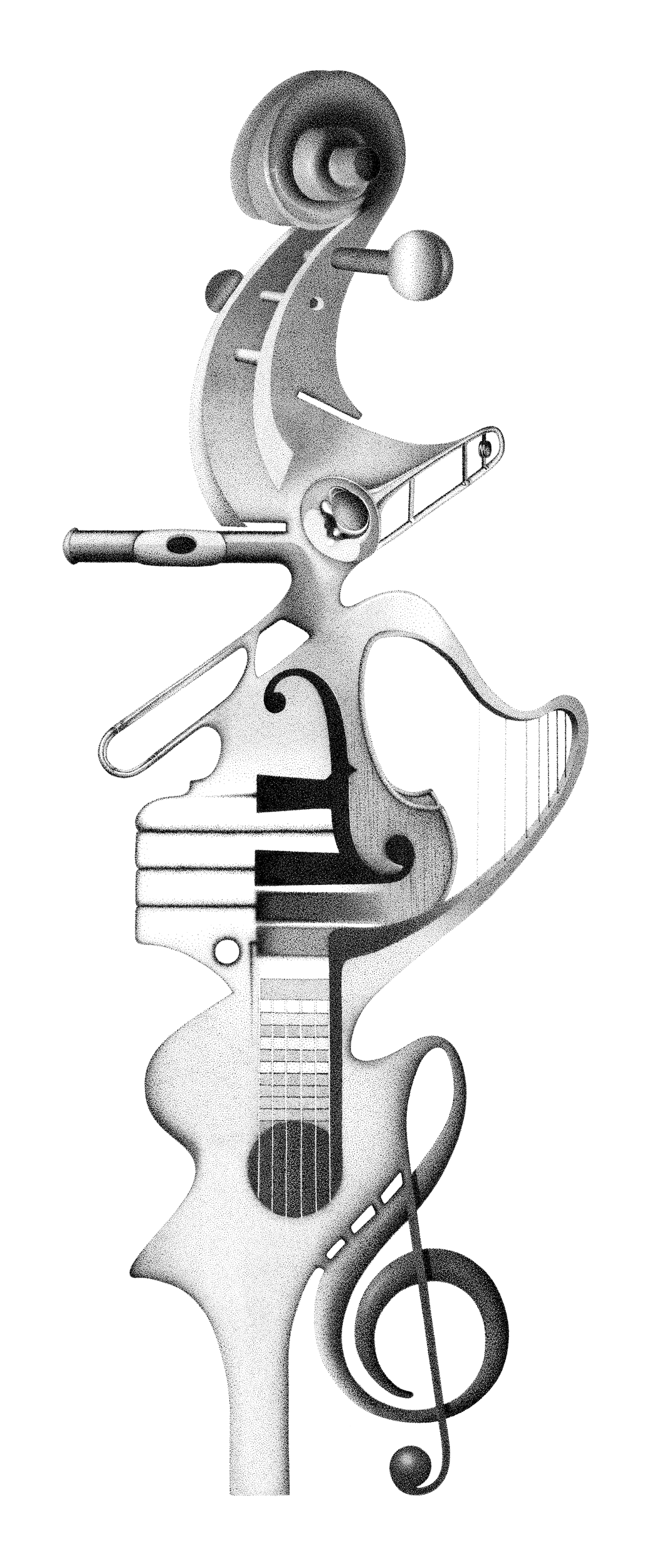
Composição artística de elementos musicais usando técnica de pontilhado

Na descrição de espécies da flora, um pontilhado é um tipo de padrão, especialmente no caso de plantas com flores, produzido na natureza e que ocorre nas pétalas e sépalas das flores. Eles são semelhantes aos padrões de pontos em obras de arte que produzem um padrão muitas vezes complexo. Um exemplo pode ser visto na base do interior das pétalas de Calochortus luteus, um lírio endêmico da Califórnia.

## Outros usos
Na ciência forense, pontilhado refere-se a um padrãoooo de resíduos de pólvora queimados na pele, resultante da proximidade de uma arma de fogo disparada.